# Zone d'administration locale de Victoria

Les différents types de zones d'administration locale.

Il y a 79 zones d'administration locale (Local Government Areas ou LGA) dans l'État australien de Victoria.
Ces zones se répartissent selon les catégories suivantes :
- 33 « villes » (Cities) ;
- 39 « comtés » (Shires) ;
- 6 « bourgs » (Rural Cities) ;
- 1 « arrondissement » (Borough).

En plus de ces zones d'administration locale, il existe environ une dizaine de secteurs non incorporés qui n'appartiennent à aucune d'entre elles. En 2015, c'est le cas des onze sites suivants : les stations de ski de Mont Hotham et Falls Creek (enclavées dans le comté alpin), celles du Mont Buller et du Mont Stirling (enclavées dans le comté de Mansfield), celle de Lake Mountain (enclavée dans le comté de Murrindindi) et celle du Mont Baw Baw (enclavée dans le comté Baw Baw) ; French Island et Elizabeth Island (en) (dans la baie de Western Port) ; l'Île Gabo (près de la frontière avec la Nouvelle-Galles du Sud) ; La zone de travaux de Yallourn (enclavée dans la ville de Latrobe) et l'île Lady Julia Percy (en) (au large du comté de Moyne).

## Zones d'administration locale du Grand Melbourne

Détail des zones d'administration locale du Grand Melbourne.

31 sur les 79 zones d'administration locale de l'État de Victoria, soit 28 « villes » et 3 « comtés », constituent l'agglomération du « Grand Melbourne » (Melbourne Metropolitan Area ou Greater Melbourne).
| Centre ville - Ville de Melbourne - Ville de Port Phillip - Ville de Yarra Quartiers nord - Ville de Banyule - Ville de Darebin - Ville de Hume - Ville de la vallée Moonee - Ville de Moreland - Comté de Nillumbik - Ville de Whittlesea Quartiers est - Ville de Boroondara - Ville de Knox - Ville de Manningham - Ville de Maroondah - Ville de Whitehorse - Comté de la chaîne Yarra | Quartiers sud-est - Ville de Bayside - Comté de Cardinia - Ville de Casey - Ville du grand Dandenong - Ville de Frankston - Ville de Glen Eira - Ville de Kingston - Ville de Monash - Comté de la péninsule Mornington - Ville de Stonnington Quartiers ouest - Ville de Brimbank - Ville d'Hobsons Bay - Ville de Maribyrnong - Comté de Melton - Ville de Wyndham |

## Zones d'administration locale hors du Grand Melbourne
En dehors de l'agglomération de Melbourne, le reste du territoire de l'État de Victoria est découpé en 48 zones d'administration locale.

Carte des zones d'administration locale du Victoria.

| A - Comté alpin - Bourg d'Ararat B - Ville de Ballarat - Comté de la côte Bass - Comté Baw Baw - Bourg de Benalla - Comté de Buloke C - Comté de Campaspe - Comté des Central Goldfields - Comté de Colac Otway - Comté de Corangamite G - Comté de Gannawarra - Comté de Gippsland Est - Comté de Gippsland Sud - Comté de Glenelg - Comté des Golden Plains - Comté des Grampians Nord - Comté des Grampians Sud - Ville du Grand Bendigo - Ville du Grand Geelong - Ville du Grand Shepparton H - Comté d'Hepburn - Comté d'Hindmarsh - Bourg d'Horsham I - Comté d'Indigo | L - Ville de Latrobe - Comté de Loddon M - Comté de la chaîne Macedon - Comté de Mansfield - Bourg de Mildura - Comté de Mitchell - Comté de Moira - Comté de Moorabool - Comté du mont Alexander - Comté de Moyne - Comté de Murrindindi P - Comté des Pyrenees Q - Arrondissement de Queenscliffe S - Comté de Strathbogie - Comté de Surf Coast - Bourg de Swan Hill T - Comté de Towong W - Bourg de Wangaratta - Ville de Warrnambool - Comté de Wellington - Comté de Wimmera Ouest - Ville de Wodonga Y - Comté de Yarriambiack |